# Медаль «За військове поранення»
Медаль «За військове поранення» (фр. Médaille des blessés de guerre) — французька медаль, призначена для нагородження всіх категорій військовослужбовців, які отримали поранення або інвалідність внаслідок бойових дій.
Нагорода в нинішньому вигляді існує з 17 серпня 2016 року. До цього вперше була заснована 11 грудня 1916 року у вигляді невеликої емалевої червоної зірки, яку в подальшому слід було кріпити до стрічки за війну 1914—1918 років, або до стрічки медалі за відповідну кампанію, під час якої було отримано поранення. Існувало безліч неофіційних варіантів нагороди, а згодом з'явилася настільки ж неофіційна медаль, яку лише в XXI столітті змінила офіційно заснована.

## Критерії нагородження
Медаллю можуть бути нагороджені військовослужбовці Збройних сил Франції, які отримали фізичну або психічну травму як під час виконання ними службових обов'язків, так і перебування на той момент в полоні. За фактом поранення підтвердженого медичною службою Збройних сил видається офіційний документ, завірений Міністром оборони.
Крім того, як зазначено в ст. 4 відповідного закону, особи, які мали право на носіння даної нагороди як депортовані та/або інтерновані учасники Опору (ст. 2. Закону 1952 року), можуть продовжувати носити її.
Офіційна церемонія нагородження не передбачається.

## Опис нагороди
Медаль із позолоченої бронзи являє собою емалеву п'ятикутну червону зірку в обрамленні вінка з лаврового (ліворуч) і дубового листя (праворуч). У верхній частині розташоване кільце, за допомогою якого медаль кріпиться до шовкової муарової стрічки.
Стрічка медалі шириною 35 мм і висотою 10 мм (для колодки) і 50 мм для самої медалі. Кольори стрічки: посередині червона вертикальна смуга шириною 3 мм, потім, по обидві сторони від неї послідовно розташовані вертикальні смуги: біла — 1 мм, жовта 3 мм, біла 1 мм, синя 4 мм, біла 2 мм, синя 5 мм, і, нарешті, біла 1 мм.
Наступні поранення відзначаються прикріпленням до стрічки додаткових червоних емалевих зірок.
| Рання неофіційна медаль, із «сяйвом» | Французька медаль за Індокитай зі знаком нагороди |
| ------------------------------------ | ------------------------------------------------- |
|                                      |                                                   |

## Відомі нагороджені

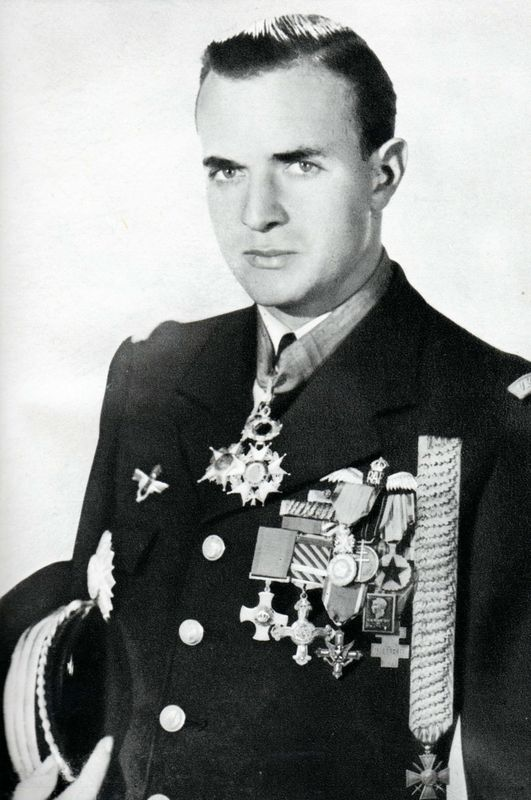
Французький ас Другої світової війни П'єр Клостерман; справа вгорі Медаль «За військове поранення»

- сержант Андре Мажино (згодом військовий міністр)
- Рауль Салан (генерал)